# Hannover (provincie)
Hannover was een provincie van Pruisen die bestond van 1866 tot 1946.

## Geschiedenis
De provincie ontstond toen het Koninkrijk Hannover na de Slag bij Langensalza (28 juni 1866) in de Pruisisch-Oostenrijkse Oorlog door Pruisen werd geannexeerd (20 september 1866). Het koningshuis der Welfen werd onttroond en koning George V vluchtte naar het buitenland.
De steun voor de oude orde bleef echter relatief groot en de conservatieve Deutsch-Hannoversche Partei (Welfenpartei) was tot in de tijd van de Weimarrepubliek meermaals in de Rijksdag vertegenwoordigd. Een Welfenputsch in het kielzog van de Kapp-putsch mislukte in 1920. Een referendum over afscheiding in 1924 had geen resultaat omdat met 24,94% ja-stemmers het quorum niet werd bereikt.
Op 30 november 1921 werd Pyrmont aan de provincie toegevoegd. Hannover stond op 1 oktober 1932 het district Ilfeld af aan de provincie Saksen terwijl het zelf werd uitgebreid met het voorheen Hessen-Nassause district Graafschap Schaumburg.
Na de Tweede Wereldoorlog scheidde de Britse bezetter de provincie op 23 augustus 1946 als zelfstandig Land van Pruisen af. Nog op 23 november van dat jaar werd Hannover echter met Brunswijk, Oldenburg en Schaumburg-Lippe verenigd tot de deelstaat Nedersaksen. Het Amt Neuhaus behoorde echter tot de Sovjet-bezettingszone, kwam bij de Duitse Democratische Republiek en werd pas in 1993 bij Nedersaksen gevoegd.

## Bestuurlijke indeling (1946)

### Regierungsbezirk Aurich
Stadsdistricten (Stadtkreise)
1. Emden
2. Wilhelmshaven (1919-1937, daarna bij Oldenburg)

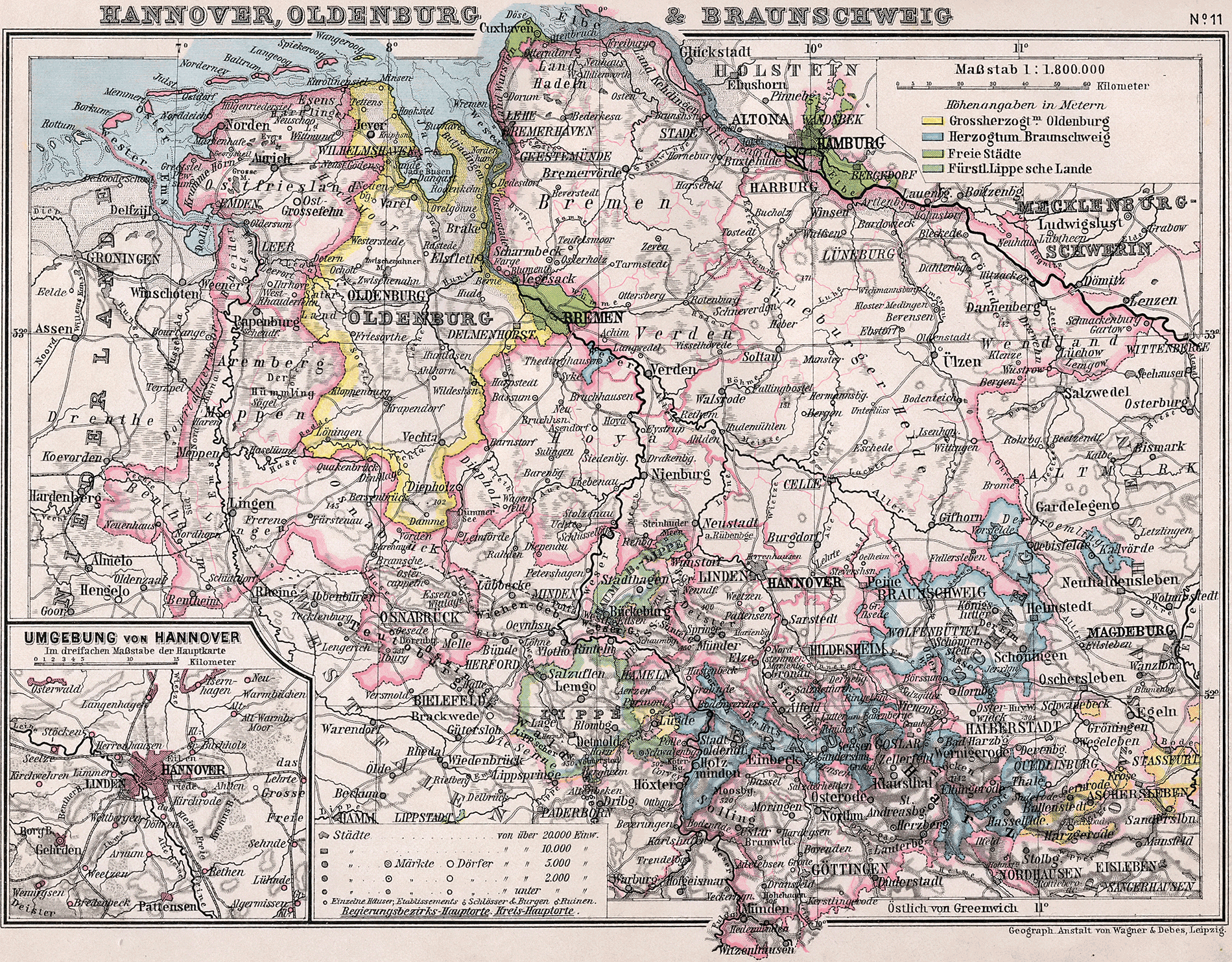
Hannover, Oldenburg en Brunswijk in 1905

Districten (Landkreise)
1. Aurich
2. Leer
3. Norden
4. Wittmund

### Regierungsbezirk Hannover
Stadsdistricten (Stadtkreise):
1. Hamelen (sinds 1923)
2. Hannover
3. Linden (1886-1920, daarna stadsdeel van Hannover)

Districten (Landkreise):
1. Diepholz
2. Hoya
3. Schaumburg
4. Hamelen-Pyrmont
5. Hannover
6. Neustadt am Rübenberge
7. Nienburg
8. Springe

### Regierungsbezirk Hildesheim
Stadsdistricten (Stadtkreise)
1. Göttingen
2. Goslar (tot 1941, daarna bij Brunswijk)
3. Hildesheim

Districten (Landkreise)
1. Alfeld
2. Einbeck
3. Göttingen
4. Goslar (tot 1941, daarna bij Brunswijk)
5. Hildesheim
6. Marienburg
7. Münden
8. Northeim
9. Osterode am Harz
10. Peine
11. Zellerfeld

### Regierungsbezirk Lüneburg
Stadsdistricten (Stadtkreise)
1. Celle
2. Harburg (sinds 1927 Harburg-Wilhelmsburg; 1937 bij Hamburg)
3. Lüneburg
4. Wilhelmsburg (1925-1927, daarna met Harburg verenigd tot Harburg-Wilhelmsburg)

Districten (Landkreise)
1. Burgdorf
2. Celle
3. Dannenberg
4. Fallingbostel
5. Gifhorn
6. Harburg
7. Lüneburg
8. Soltau
9. Uelzen

### Regierungsbezirk Osnabrück
Stadsdistricten (Stadtkreise)
1. Osnabrück

Districten (Landkreise)
1. Aschendorf-Hümmling
2. Bersenbrück
3. Bentheim
4. Lingen
5. Mell
6. Meppen
7. Osnabrück
8. Wittlage

### Regierungsbezirk Stade
Stadsdistricten (Stadtkreise)
1. Cuxhaven (sinds 1937, daarvoor bij Hamburg)
2. Wesermünde (in 1924 samengesteld uit de stadsdistricten Geestemünde en Lehe)

Districten (Landkreise)
1. Bremervörde
2. Land Hadeln
3. Osterholz
4. Rotenburg in Hannover
5. Stade
6. Verden#Wesermünde

## Eerste presidenten (Oberpräsidenten)
- 1867-1873: Otto zu Stolberg-Wernigerode
- 1873-1878: Botho zu Eulenburg
- 1878-1888: Adolf Hilmar von Leipziger
- 1888-1897: Rudolf von Bennigsen
- 1898-1902: Konstantin zu Stolberg-Wernigerode
- 1902-1914: Richard von Wentzel
- 1914-1917: Ludwig Hubert von Windheim
- 1917-1920: Ernst von Richter
- 1920-1933: Gustav Noske
- 1933: Friedrich Carl Ludwig von Velsen
- 1933-1941: Viktor Lutze
- 1941-1945: Hartmann Lauterbacher

1815:
Brandenburg · Groothertogdom Beneden-Rijn · Gulik-Kleef-Berg · Oost-Pruisen · Pommeren · Posen · Saksen · Silezië · Westfalen · West-Pruisen · 1822: Rijnprovincie · 1829: Pruisen · 1850: Hohenzollernsche Lande · 1867: Hannover · Hessen-Nassau · Sleeswijk-Holstein · 1878: Oost-Pruisen · West-Pruisen · 1919: Neder-Silezië · Opper-Silezië · 1920: Berlijn · 1922: Grensmark Posen-West-Pruisen · 1944: Halle-Merseburg · Keur-Hessen · Maagdenburg · Nassau · 1945: Saksen-Anhalt
- Gemeinsame Normdatei: 11498-4
- Library of Congress Control Number: n83015143
- Nationale Bibliotheek van Israël: 987007564404405171
- Virtual International Authority File: 123189075